# Joseph Conlan
Pour les articles homonymes, voir Conlan.
Joseph Conlan est un compositeur américain.

## Filmographie
- 1981 : Scream
- 1982 : Kill Squad
- 1982 : The Renegades (TV)
- 1982 : The Concrete Jungle
- 1983 : The Renegades (série télévisée)
- 1983 : Les Anges du mal (Chained Heat)
- 1983 : Just Our Luck (en) (série télévisée)
- 1984 : V (V: The Final Battle) (série télévisée)
- 1985 : Kojak: The Belarus File (TV)
- 1985 : Cover Up (série télévisée)
- 1985 : Le Justicier de Miami (Stick)
- 1985 : J.O.E. and the Colonel (TV)
- 1986 : Supercopter (Airwolf) (série télévisée)
- 1981 : Simon et Simon (série télévisée)
- 1986 : The High Price of Passion (TV)
- 1987 : The Stepford Children (TV)
- 1986 : Outlaws (en) (série télévisée)
- 1987 : Hot Pursuit
- 1986 : Sidekicks (série télévisée)
- 1988 : Equalizer (série télévisée)
- 1988 : The Wrong Guys
- 1988 : Lovers, Partners and Spies
- 1989 : Hard Time on Planet Earth (série télévisée)
- 1989 : Nick Knight (TV)
- 1990 : Grand Slam (série télévisée)
- 1987 : L'Enfer du devoir (Tour of Duty) (série télévisée)
- 1990 : Memories of Murder (TV)
- 1990 : A Quiet Little Neighborhood, a Perfect Little Murder (TV)
- 1990 : The Bride in Black (TV)
- 1991 : Blackmail (TV)
- 1992 : Mortal Sins (TV)
- 1993 : Bobby et Marilyn
(Marilyn and Bobby: Her Final Affair) (TV)
- 1994 : Menendez: A Killing in Beverly Hills (TV)
- 1994 : Don't Talk to Strangers (TV)
- 1994 : M.A.N.T.I.S. (série télévisée)
- 1995 : Return to Two Moon Junction
- 1995 : Simon & Simon: In Trouble Again (TV)
- 1995 : The Return of Hunter (TV)
- 1995 : Circumstances Unknown (TV)
- 1995 : Deadly Whispers (TV)
- 1995 : Gramps (TV)
- 1995 : Stolen Innocence (TV)
- 1995 : Silver Strand (TV)
- 1996 : Ed McBain's 87th Precinct: Ice (TV)
- 1996 : Gone in the Night (TV)
- 1996 : Abducted: A Father's Love (TV)
- 1996 : Shaughnessy (TV)
- 1996 : A Kiss So Deadly (TV)
- 1997 : When the Cradle Falls (TV)
- 1997 : Things That Go Bump (TV)
- 1997 : Love-Struck (TV)
- 1997 : My Stepson, My Lover (TV)
- 1997 : High Stakes (TV)
- 1997 : Perfect Crime (TV)
- 1997 : Our Mother's Murder (TV)
- 1997 : Divided by Hate (TV)
- 1997 : Bad to the Bone (TV)
- 1998 : Stories from My Childhood (série télévisée)
- 1998 : Every Mother's Worst Fear (TV)
- 1999 : Holy Joe (TV)
- 1999 : Down Will Come Baby (TV)
- 1999 : L'Affaire Noah Dearborn
(The Simple Life of Noah Dearborn) (TV)
- 1999 : Kidnapped in Paradise (TV)
- 1999 : Lethal Vows (TV)
- 2000 : Sex & Mrs. X (TV)
- 2000 : Big Eden
- 2000 : D.C. (série télévisée)
- 2000 : Jackie Bouvier Kennedy Onassis (TV)
- 2001 : The Proposal
- 2001 : Dodson's Journey (TV)
- 2001 : Second Honeymoon (TV)
- 2001 : The Retrievers (TV)
- 2001 : Odessa or Bust
- 2001 : The Last Brickmaker in America (TV)
- 2002 : The Rosa Parks Story (TV)
- 2002 : Obsessed (TV)
- 2002 : The Santa Trap (TV)
- 2003 : The Stranger Beside Me (TV)
- 2003 : Going for Broke (TV)
- 2003 : Pour l'amour d'un chien (Miracle Dogs) (TV)
- 2003 : Finding Home
- 2003 : Stealing Christmas (TV)
- 2004 : Toolbox Murders
- 2004 : The Book of Ruth (TV)
- 2004 : L'Amour d'une mère (Miracle Run) (TV)
- 2005 : Beach Girls (série télévisée)
- 2005 : Mansquito (TV)
- 2005 : 14 Hours (TV)
- 2003 : NCIS: Naval Criminal Investigative Service (série télévisée)
- 2005 : Mortuary de Tobe Hooper
- 2007 : American Pastime
- 2007 : Sarah Landon and the Paranormal Hour
- 2008 : Pivot
- 2009 : The Soldier
- 2009 : En territoire ennemi : Mission Colombie
(Behind Enemy Lines: Colombia) (vidéo)
- 2009 : No Justice
- 2009 : A Nanny's Secret (TV)
- 2009 : For Sale by Owner
- 2010 : Shoot the Hero
- 2010 : The Line
- 2010 : The County
- 2010 : Covies (série télévisée)
- 2010 : Amish Grace (TV)
- 2010 : La Dernière Noce (Deadly Honeymoon) (TV)
- 2010 : La Colère de Sarah (One Angry Juror) (TV)
- 2011 : Fertile Ground
- 2011 : Super Eruption (TV)
- 2011 : Voices
- 2011 : Field of Vision (TV)
- 2012 : L'Ombre de la peur (Shadow of Fear) (TV)
- 2012 : Tiger
- 2012 : On Witches Hill (TV)
- 2013 : The Job
- 2013 : Spiders 3D
- 2013 : The Callback Queen
- 2013 : Fair's Fare
- 2014 : Pony
- 2014 : Deadbook
- 2014 : Bound
- 2014 : Playing It Forward
- 2016 : Lily
- 2016 : Body of Christ
- 2016 : Sanctuary
- 2017 : Ninety Five
- 2017 : Footsteps of Angels
- 2017 : Thin Air
- 2017 : Ghost Stories